# 水尾縣
水尾縣，是明代交阯承宣布政使司下轄的一個縣，治所可能在今越南老街省老街市。

## 沿革
- 永樂五年（1407年）六月癸未置，屬歸化直隸州領[3][4][5][6][7]。
- 永樂八年秋七月己卯，設水尾縣之水尾、巴羅馬驛[8]。
- 永樂十四年二月辛巳，設水尾縣之清水江巡檢司[9]。
- 永樂十四年五月丙午，設水尾縣醫學[10]。
- 宣德元年二月己卯，交阯土官水尾縣丞黃扲珠等以考滿至京進土絹衣香[11]。
- 宣德二年冬十月庚辰，征南將軍黔國公沐晟等師至交阯水尾縣之高寨，賊于水陸二路俱以眾拒守，道梗不通，晟等督造兵舡，遣人分哨逐程而進[12]。
- 宣德三年八月丁酉，世襲水尾縣土官陶季容等以舊地陷沒，無所於歸來朝，明宣宗嘉念之，命賜銀幣、衣物，俾居京師，季容等陳願居附近雲南阿迷州，從之，仍令有司各給房屋田地，時加存恤，毋致失所[13]。